# 朝鮮の歴史観
朝鮮の歴史観（ちょうせんのれきしかん）では、朝鮮人の歴史観について説明する。

## 概要
日本統治期、朝鮮人による歴史学には、民族史学（民族史観）・社会経済史学（唯物史観）・実証史学という3つの流れがあり、日本側の朝鮮史観と対立していた。
朝鮮戦争後はおおむね、韓国では実証史学が、北朝鮮では唯物史学が主流となるものの、韓国においては政界・メディア・教育機関等は民族史学（民族主義史観）の影響を強く受けている状態にある。また、それは歴史学界においても例外ではなく、民族史学派と実証史学派の論争が起きている。

## 植民史観（しょくみんしかん、식민사관）
日本統治時代に内地で主流だったとされている歴史認識である。これを植民地支配を正当化する目的で作ったものであるとして批判する側からは植民地史観（しょくみんちしかん）とも。
主に問題とされるのは、満鮮史観、日鮮同祖論、他律性論、停滞性論、党派性論などである。
2016年に漢陽大学で催された、日本人研究者の植民史観に関する学術会議において、박찬흥（国会図書館調査官）は、池内宏の漢四郡と高句麗の歴史研究を分析し、池内宏は漢四郡を「小さな中国」として認識し、高句麗は満洲民族の一つである濊貊が建国したとみており、漢四郡と高句麗との葛藤は、中国と満洲民族間の対立であり、高句麗が漢四郡を駆逐したことを満洲民族が中国勢力を駆逐したものと解釈し、さらに、日本は任那日本府を通じて百済を後援しながら高句麗や唐に対抗したと主張しており、「池内宏は古代朝鮮史を中国、満洲、日本の大国間の角逐の場とみる『他律性史観』に帰結させ、中国と日本の大国間の対立を浮き彫りにした」と批判した。
정준영（ソウル大学）は、今西龍の楽浪郡研究を分析し、今西龍の楽浪郡研究は「古代日本と中国の文化交流を説明する朝鮮半島の朝鮮人が文化伝播の仲介の役割をしたとみなければならないため、朝鮮半島を通じた文化交流を説明しながらも、日本の主体性を放棄したくないために登場したのが楽浪郡を中心とした漢四郡の研究であった」と分析し、朝鮮半島に漢四郡が存在することで、中国文化が伝播する過程において、朝鮮人を排除することができ、「今西龍は、中国の影響は、単純に外圧にとどまるのではなく、朝鮮内に中国が内面化されたものだと主張し、『中国を取り除ける過程』を『日本民族になる過程』と合理化した」と指摘した。

### 満鮮史観（まんせんしかん）
満鮮史観とは、中国東北部の満洲と朝鮮半島をつながった地域ととらえる歴史観、あるいはその歴史観に基づいて戦前期の日本を中心に行われた歴史研究のことである。
旗田巍は、稲葉岩吉が満鮮史観の立場上、朝鮮の歴史の「自主的発展」を認めず、朝鮮歴代の王家は、満洲あるいは大陸からの敗残者が朝鮮に逃げこんだものであり、檀君神話に基づく「民族的主張」に反対したと批判している。 

### 他律性論（たりつせいろん）
朝鮮の歴史は、常に外部の勢力によって他律的に動かされてきたという主張である。檀君を否定し、箕子朝鮮、衛氏朝鮮、漢四郡など朝鮮の出発点を中国の支配に置き、以後も中国の属国であったとする。さらに、朝鮮半島南部では任那が日本の支配地域であったとする歴史認識。
三品彰英は、戦後の韓国の研究者からは、朝鮮史が黎明期から外国勢力の支配下で成り立っていただけではなく、朝鮮史の全過程を通じて外国勢力の支配に貫かれており、朝鮮史の対外関係だけでなく、朝鮮国内の政治・文化の諸情況も外国勢力が支配するようになり、朝鮮史全体が外国勢力への依存的・事大的なものであり、ひいては朝鮮人の民族性までが事大的・依他的・依頼的な性格になったと主張した研究者として、指弾されている。三品彰英は、自著『朝鮮史概説』（弘文堂書房、1940年）の序説で、「朝鮮史の他律性」という題を付け、朝鮮史の性格を付随性・周辺性・多隣性として、朝鮮史を規定する最大の要因は、朝鮮半島という地理にあり、アジア大陸に付随する半島は、政治的・文化的にも大陸で起きた変動の影響を受け、周辺に位置することにより本流から離れてしまう半島の付随性を主張し、「このように周辺的であると同時に多隣的であった朝鮮半島の歴史においてこの2つの反対作用が、時には同時に時には単独で働き、複雑極まりない様相をもたらした。東洋史の本流から離れているのに、いつも1つ或いはそれ以上の諸勢力の影響が輻輳的に及んだり、時には2つ以上の勢力の争いに苦しめられたり、時には1つの圧倒的な勢力に支配されたりした」として朝鮮史の多隣性を指摘し、朝鮮では政治文化で弁証法的な歴史発展の足跡が甚だしく欠乏してしまい半島的性格を持つ朝鮮は、古くから中国の典礼主義的・主知主義的な支配を受け、理想的な蕃夷として褒めたたえられ、次は満洲・モンゴルの征服主義的・主意主義的な侵略を受けたが、それは「政治と分化を伴わない力だけの征服」であり、この半島的性格は事大主義という朝鮮史の性格の形成につながり、「絶対的存在とされた国の勢力に従い、その権威の下で藩属になり、依存主義によって国の維持を図ったこと」を規定し、朝鮮史における事大主義は、親明派・従清派・親日派・親露派などを生み、政治文化では宗主国を模倣する他律的な歴史を展開するしかなく、事大主義的・他律主義的な歴史を展開してきた朝鮮が、日本の情に抱かれることで、他律主義的な朝鮮史を克服できるとする。
批判に対しては、『三国史記』も翻訳している井上秀雄が「要求の正当さや強烈さに負けて、迎合的な応えをするのは、はるかに大きな害毒を社会に流すのではないか」と述べる。

### 停滞性論（ていたいせいろん）
朝鮮の歴史は、日本のような中世の封建制がなく、古代のまま停滞しており、日本の平安時代のレベルに止まっているとするもの。黒正巌は、朝鮮の地方経済は2000年間進歩の形跡が見られないと主張し、福田徳三は、朝鮮の封建制度の欠如により、20世紀初めの朝鮮の経済を「借金的自足経済」とし、日本や欧州より1000年以上遅れているとした。福田徳三は、朝鮮の封建制度の欠如による植民史観を初めて唱えて、日本の侵略を正当化した論者として現代の韓国の研究者から指弾されている。「おそらく近代的な経済史学の方法論によって書かれた韓国の経済史に関する最初の学術論文」と評価される『韓国の経済組織と経済単位』を1903年～1904年に発表した。そこで資本主義の発展の諸段階を封建制度以前の「自足経済」、封建制度時代の「都府経済」、近代国家時代の「国民経済」に分類化する。そして20世紀初期の朝鮮経済が封建制度以前の「自足経済」の変容的な状態（借金的自足経済）の段階に属しており、日本に例えるなら平安時代、ヨーロッパに例えるならフランク王国に当たると主張した。それによると、20世紀初期の朝鮮経済は、封建制度時代の「都府経済」にも達しておらず、日本やヨーロッパに比較して1000年も遅滞しており、資本主義に進展する不可欠の必須要件である封建制度を経験していないことから、停滞した朝鮮経済がそこから脱するためには、朝鮮自力ではできず、外国の国力をもってはじめて可能だとする。この場合の外国の国力は、ロシア・日本が考えられるが、ロシア経済は、朝鮮経済同様に停滞しており、相互協力による相互発展は難しく、日本の国力によってのみ朝鮮経済の発展が可能だとする。そして論文『韓国の経済組織と経済単位』を以下の言葉で締めくくる。
これこそが日露戦争直前に書かれた論文の核心であり、朝鮮に対する侵略行為を剥き出しにしたものであり、朝鮮は自力で近代化できず、日本に同化して日本の国力を拝借して経済発展を行い、それに対して日本は朝鮮の近代化を助力する使命があるという侵略の野望を露骨に提示しているなどと、現代の韓国の研究者からは指弾されている。
森谷克己は、朝鮮社会の停滞性を克服するために日本の植民地になることで朝鮮の近代化が日本の血脈によって実現でき、アジアと朝鮮が日本の国力により停滞の悪循環から脱却できることを強調した大東亜共栄圏のイデオロギーになったと現代の韓国の研究者から指弾されている。朝鮮に封建体制が存在しないと主張した福田徳三とは異なり、森谷は朝鮮に封建体制が未熟な形で部分的に存在したが、その未熟な封建体制が専制主義・官僚主義に転換するきざしがなく温存しており、専制主義・官僚主義が灌漑農業の基礎である治水・水利・村落共同体の孤立閉鎖性に基づいているため、アジアでは経済的進歩が極めて緩やかで停滞的であり、それは専制主義・官僚主義の基礎である治水・水利・村落共同体の問題に起因している。したがって、これらの経済停滞が日本を除いたアジアを植民地・半植民地に転落させた要因であり、このような植民地・半植民地に停滞したアジアとは違い、封建体制を完成させた日本を宗主国の下に、八紘一宇の精神の基アジアが帝国主義から解放され、300年来の植民地・半植民地の隷属から脱して、停滞から脱出する躍進の時代となったと主張した、と批判されている。
四方博は、戦後の日本社会からは朝鮮植民地支配に消極的な「良心的な教授」であり、朝鮮社会経済史研究で著しい業績を残したと高く評価されているが、現代の韓国の研究者からは、アジアと朝鮮が日本の国力により停滞の悪循環から脱却できるという朝鮮の植民史観の強調やそこから脱却して近代化するために日本の役割を強調することで、日本の侵略を正当化したと指弾されている。論文「朝鮮における近代資本主義の成立過程」『朝鮮社会経済史研究』（1933年）や論文「旧来の朝鮮社会の歴史的性格について」『朝鮮学報』（1・2・3集、1946年、1947年）などで朝鮮社会は歴史的な発展のみられない停滞社会であり、朝鮮が近代化するためには日本の資本が必要だとして資本主義の過程を2つに分類する。1つはヨーロッパにみられる自国の国力によって資本主義が成立するものであり、もう1つは朝鮮のように外国の資本によって資本主義が展開することである。四方によると、「朝鮮の資本主義化は外国の資本と、外国人の技術能力によって純粋に他律的に成立したものであり、その理由は開港当時の朝鮮内には自生的な資本の蓄積も、企業的な精神もなく、資本主義の形成を希望する事情とそれを実現させる条件を皆欠いていたからだ」として、結果的に、朝鮮の近代化のための日本の役割が強調され、日本は朝鮮に近代的な産業、インフラストラクチャー、学校、鉄道などを敷設して朝鮮の近代化を助けたことになり侵略と収奪が隠蔽されたとする。
古田博司は、李氏朝鮮は中国の清や日本の江戸時代とは異なり、イノベーションを嫌い、低レベルの実物経済で500年間も統治しており、1805年に儒学者・鄭東愈（朝鮮語: 정동유）が著した『晝永編』は、「（我が国の拙きところ）針なし、羊なし、車なし」といっており、朝鮮には羊と車と針が無く、針は衣類に穴が開くくらいの粗雑なものでしかなく、針を中国から買っており、木を曲げる技術がないため、李氏朝鮮には樽もなく、液体を遠方に運ぶことすらできず、中国の清でも日本の江戸時代でも陶磁器に赤絵があるが、朝鮮には白磁しかなく、民衆の衣服が白なのも顔料が自給できないからであり、上流階級だけは中国で交易する御用商人から色のある布を買っていたほど停滞した時代だったことを指摘しており、「中世については、この間、朝鮮中世経済史の某氏と話した時に、私が『ちょっと言いにくいんだけど、昔、日本では停滞史観だといって批判されたけど、どうも僕は、長い間やっていた感触として、李朝はインカ帝国に似ていないか』と聞いたんですよ。そうしたら、彼が『僕もそう思う』と言うんですね。…つまり、李朝というのは並みの中世ではないのです。例えば車がない。輪っかがないんです。なぜかというと、曲げ物をつくる技術がない。木を曲げることができないから樽もないわけですよ」「甕は重いでしょう。樽だと楽なんですが、それがないんですよ。だから升に入れて、車がないから、チゲといって全部背中に担ぐ。王朝の宮廷に地方でとれた蜂蜜を届けるんですけれども、そういう時は四角の升です。それを組み合わせて木釘で打ったものに蜂蜜を入れて、背中に担いで山越え谷越えするものですから、着いた時は半分ぐらいないという状況になる。…もっとすごいのは、李朝には商店がないんですよ。御用商人の商店が一カ所に集まっている。でも戸が閉まっている。要するに、宮中の御用をするだけなんですね。一般の民衆はどうかというと、みんな市場で買い物をします。北朝鮮と同じなんです。開いている商店というと、筆屋とか真鍮の食器屋ぐらいですね。両班のうちで使うから筆屋と食器屋はある。…帽子などは地面に広げて売っています。商店というものが全然ないんですね。これは儒教のせいではありません。初めからずっとないのです。北朝鮮も同じで商店がない。闇市しかないわけです」「李朝には顔料がないです。だから、赤絵の壷がないでしょう。薄ぼけた赤いのがあることはありますが、ほぼ全部真っ白。赤絵の壷がないというのが大きな特徴です。柳宗悦が『朝鮮の白は悲哀の色』といったのですが、それは本当は貧しさの悲哀のことです。…顔料がないのです。コバルトをすこし発色できるだけでしょうか。だから衣も民衆は全部白です。…上流はみんな色付きです。中国から取り寄せて上流階級では色の付いたものを着ている。また地方の農村で両班が御用の染料屋に衣を染めさせるという記録はあります。でも下層は麻や木綿地の白ですよ。それを川辺で棒でたたいて洗濯をするものだから、ますます白くなる」と評している。

### 党派性論（とうはせいろん）
朝鮮民族は党派性が強く、不毛な党争ばかり続けていた、という歴史観。

### 地理的決定論（半島的性格論）
「地理的決定論（半島的性格論）」とは、地理の形勢が歴史を決定するということであり、朝鮮半島の部族は中国大陸と海洋勢力によって他律的にいいなりになっているという歴史観である。
李基白（朝鮮語: 이기백、西江大学）は、鳥山喜一の植民史観を批判し、「こんなことを鳥山喜一が何故あえて発言するのかまったく分からない」と述べており、三品彰英の「地理的決定論（半島的性格論）」も「決して学問という名に値するような性質のものでない」と述べている。
李基白は、満洲を占領することができたか或いは占領することができなかったかという領土の歴史ではなく、人間の歴史に視点を変えなければならないと主張しており、地理的決定論ということ自体が出鱈目であるからそれを受け入れた反論もまた出鱈目にならざるを得ないとして、「広い国土を開拓した軍事大国こそが偉大な国家であるという古い歴史観から脱しなければならない。私たちの目を民族内部に向けなければならない。民族内部の矛盾を改革して、歴史を前進させる努力が歴史的に高く評価されるようにしなければならない。そうすることで、偉大な民族、偉大な国家を成し遂げることができる精神的土台を築くことができる」と述べている。
一方、李基白は、疑似歴史家は「地理的決定論（半島的性格論）」に対する反論として、朝鮮民族はもともと満洲という大陸を占めていたと主張するが、一見もっともらしく見えるが、日本が掘った落とし穴に陥る道であり、何故なら地理的決定論自体は正しいと認めているからであり、これに従えば、満洲を喪失した高麗、李氏朝鮮、大韓民国は永遠に中国大陸と海洋勢力に振り回されなければならないという結論に至り、このため、満洲は朝鮮の領土だという無茶な主張が登場するベースになりかねないと批判している。

## 民族史観

### 概要
民族史観（みんぞくしかん、민족사관）は、植民史観を否定しようとして現れたもので、朝鮮民族の優秀性や自律性を強調する民族主義的な歴史観である。檀君の実在を主張したり、資本主義萌芽論、内在的発展論（朝鮮は、外部の要因ではなく、朝鮮自身で発展してきたとする）、植民地収奪論（日本の植民地支配により、朝鮮は収奪されたとする）などを唱える。
日本統治時代に、朴殷植、申采浩などが、朝鮮の民族精神を強調するために古代史を研究し、檀君を拠り所にした。朴殷植は「国魂」を、申采浩は「我」と「非我」の闘争を歴史の中心と見るなど精神論的な面が強い。彼らは日本統治時代の日本人学者による歴史研究に対抗して、朝鮮民族の優秀性と自律的・主体的な発展があったことを強調するなど、独立運動や抵抗運動の一環として研究を行った。韓国独立後は、軍事政権による国民意識形成のために民族史観が動員されて学校における歴史教育に大きな影響を与えたほか、国粋主義的な在野史学にも影響を及ぼしている。
1981年に大韓民国教育部長官の安浩相は、1.檀君は実在の人物、2.檀君の領土は中国北京まで存在した、3.王倹城は中国遼寧省にあった、4.漢四郡は中国北京にあった、5.百済は3世紀から7世紀にかけて、北京から上海に至る中国東岸を統治した、6.新羅の最初の領土は東部満洲で、統一新羅の国境は北京にあった、7.百済が日本文化を築いたという「国史教科書の内容是正要求に関する請願書」を国会に提出して、第4次教育課程『国史』が作成され、1982年『国史』から2006年『国史』までは、古朝鮮の建国は、「檀君王倹が古朝鮮を建国したとする」と『三国遺事』を引用して、歴史的事実である可能性を叙述する。しかし2007年『国史』からは、「檀君王倹が古朝鮮を建国した」とし、『三国遺事』からの単純な引用ではなく、歴史的事実として確定する。
資本主義萌芽論は、李氏朝鮮後期には資本主義の萌芽が存在したが日本の植民地支配により芽が摘まれてしまったという説である。1950年代後半に北朝鮮で唱えられ始めた。日本には、1960年代に紹介され、1970年代に力を持つようになった。韓国には1980年代に日本経由で広まった。しかし、その後の実証的研究の進展により否定されてきている。カーター・エッカートは「韓国人が彼らの歴史の中で、産業革命の種子（資本主義萌芽）を捜そうと努力することは、オレンジの木からリンゴを求めるようなものだ」と皮肉を述べており、李栄薫は「幻想」と述べている。
内在的発展論は、日本の植民地支配に関係なく朝鮮は経済発展できたという見解である。これは日本の植民地支配への屈辱を晴らす癒しとなり、それは日本帝国主義学者の停滞性論への反発が秘められている。停滞性論への反発、何が何でも拒絶すれば満足するという思想形態に陥り、それは相手の土俵で戦っているにすぎない。しかし、日本帝国主義学者のデタラメをあげつらったところで、内在的発展論が正しいかどうかは別である。
1970年代までは、日本統治時代に教育を受けた世代が韓国の歴史学界で中心になっており、朝鮮の近代化阻害要因を重視した実証的な研究を行っていた。しかし1980年代になると、歴史学者の世代交代により、主観的な民族史観が台頭し、従来の研究を植民史観的だと批判し、侵略がなければ朝鮮は自立的に発展していたはずだという見方が主流になった。
北朝鮮では、平壌を中心とした大同江流域の古代文化を「大同江文化」と命名し、世界四大古代文明と肩を並べる「世界五大文明」の中の1つとしている。

### 歴史教育

#### 背景
韓国の建国当初の民族主義は「反日主義」一辺倒で、「日帝に対する闘争」を掲げることで民族の紐帯を醸成していった。朴正煕大統領は、自著『国家・民族・私』で、「我が半万年の歴史は、一言で言って退嬰と粗雑と沈滞の連鎖史であった」「姑息、怠惰、安逸、日和見主義に示される小児病的な封建社会の一つの縮図に過ぎない」「わが民族史を考察してみると情けないというほかない」「われわれが真に一大民族の中興を期するなら、まずどんなことがあっても、この歴史を改新しなければならない。このあらゆる悪の倉庫のようなわが歴史は、むしろ燃やして然るべきである」と記している。また、朴は自著『国家、民族、私』で、「四色党争、事大主義、両班の安易な無事主義な生活態度によって、後世の子孫まで悪影響を及ぼした、民族的犯罪史である」「今日の我々の生活が辛く困難に満ちているのは、さながら李朝史（韓国史）の悪遺産そのものである」「今日の若い世代は、既成世代とともに先祖たちの足跡を恨めしい眼で振り返り、軽蔑と憤怒をあわせて感じるのである」と記している。さらに朴は自著『韓民族の進むべき道』で、韓国人の「自律精神の欠如」「民族愛の欠如」「開拓精神の欠如」「退廃した国民道徳」を批判し、「民族の悪い遺産」として次の問題を挙げている。「事大主義」「怠惰と不労働所得観念」「開拓精神の欠如」「企業心の不足」「悪性利己主義」「健全な批判精神の欠如」「名誉観念の欠如」。朴正煕は独裁体制（維新体制）を確立すると、上記のような朝鮮民族の問題点を払拭するために、「民族の中興の使命を達成するための主体的民族史観」に基づいた「国籍ある教育」を掲げた。
1975年に結成した在野史学の歴史団体「國史찾기協議會」は、「檀君神話の歴史性を強調しよう」「漢四郡は恥ずべきことだから朝鮮の歴史から除外しよう」と主張し、歴史学界を植民史観と非難し、歴史学者を攻撃した。国史編纂委員会は、既存の通説とは異なることから、これらの意見却下したところ、教育部長官が提訴された。「國史찾기協議會」は政界を利用し、1981年8月に「國史찾기協議會」の安浩相教育部長官は、「檀君と箕子は実在の人物」「檀君と箕子の領土は中国北京まで存在した」「王倹城は中国遼寧省にあった」「漢四郡は中国北京にあった」「百済は3世紀から7世紀にかけて、北京から上海に至る中国を統治した」「新羅の領土は満洲にあり、統一新羅の国境は北京にあった」「高句麗･百済･新羅、特に百済が日本の文化を築いた」という「国史教科書の内容是正要求に関する請願書」を国会に提出し、公聴会が開かれた。李基白（朝鮮語: 이기백、西江大学）は、「学問の真理を尊重する立場からすると、『國史찾기協議會』は深刻な問題を歴史学者に投げかけたと考えています。重要な問題となったのは檀君の問題ですが、檀君に関する伝承を神話にするなと歴史学者を攻撃し、何故、学生に檀君を神話として教育するのかと批判しました」「檀君の父の桓雄が天から降りて来たことを神話ではなく、歴史的事実と学生に教えることはできません」と述べている。李基東（朝鮮語: 이기동、東国大学）は、「1980年代に『歴史教科書波動』という運動があった。全斗煥政権末期だったが、尹潽善元大統領を総裁に掲げた『國史찾기協議會』という極右団体が主導し、韓国政府が国史教育審議会というものを作った。私は関与していたからよく知っている。これらは『檀君神話の歴史性を強調しよう』『漢四郡は恥ずべきことだから朝鮮の歴史から除外しよう』と主張した。それは間違った主張だ。その時に歴史教科書を国定教科書から検定教科書に切り替える付帯意見を付けた。ところが、最近再びその動きが出ている。先日、黄祐呂教育部長官が中国の東北工程に対処するため、歴史教科書の上古史と古代史の比重を強化すると明らかにしたが、それは彼らの論理と同じだ。とても心配だ」と述べている。

#### 内容
教科書では、｢先進的な韓国が未開な日本に文明を授けてあげた｣という歴史観が一貫して強調されており、日本に対して、日本の独自性の強い社会・文化や、日本が最も影響を受けた中国との東シナ海交易ルートや、日本から外国への文化伝播が存在しないかのような誤解を与えている。また、朝鮮半島が歴史上ほとんどの期間中国の属国で政治・社会・文化の面で隷属していたことにほとんど触れられていないため、韓国人が「歴史的に朝鮮は文化先進国」という認識を一層強くする原因となっている。
例えば、小学校の社会科教科書の日本関連では、
「百済の文化を日本に伝えてあげた王仁」
「（三国時代）わが先祖は発達したわが文化をとなりの日本にも教えてあげた」
「高句麗の文化を日本に伝えてあげた」
等と朝鮮半島から日本への文物の「授与」が執拗に記述されている一方で、日本から朝鮮半島への影響については「残虐性」や「野蛮性」が誇張されて執拗に記述されており「日本人は文化的に劣等」という認識のもとで一貫して記述されている。
また、高校の歴史教科書では、
「倭族は大概東北アジア系統の族属と南洋族そしてアイヌ族の雑種」
「朝鮮半島の先進文化を日本に教えてあげた」
「日本は朝鮮半島を侵略して財物を奪っていった」。
ただし実際は王仁は日本ではほとんど知られておらず、儒教と漢字を伝えたとされるが、当時の朝鮮半島の「文化」を伝えたとは書かれていない。また、王仁は日本側の資料にのみに登場する人物であるが、韓国は『古事記』の「応神天皇の命令を受け百済が献上した人物」と言う記述や『日本書紀』等の日本の大国ぶりがうかがえる記述については「捏造」と激しく否定しており、資料の都合の良い部分だけ採用し、それ以外は無視するという「つまみ食い（チェリー・ピッキング）」をし、二重基準を見せている。なお、実際の王仁は高句麗に滅ぼされた楽浪郡の漢人系の学者であるか、あるいは実在しなかったとも言われている。
また、韓国の歴史教科書では檀君神話を史実として掲載し、｢朝鮮半島の歴史は中国の歴史よりも長く、世界最古のひとつ｣と教えて民族主義を扇動している面もある。この点について、日韓歴史共同研究の日本側メンバーである井上直樹は、檀君朝鮮は『三国遺事』によればそうなるだけであり、それが史実かどうかは別問題であり、『三国遺事』や『帝王韻紀』は史料批判・史料考証が必要であり、檀君朝鮮を『三国遺事』の神話に求め、そのまま認める教科書の記述は、史料考証に基づく既往の研究成果から導き出された結論なのか疑問だと批判している。

### 民族史観に対する批判
朴チョルヒ（朝鮮語: 박철희、京仁教育大学）は、韓国の歴史教科書が過度に民族主義的に叙述されていると批判している。たとえば、「高句麗と渤海が多民族国家だったという事実が抜け落ちている。高句麗の領土拡大は異民族との併合過程であり、渤海は高句麗の遺民と靺鞨族が一緒に立てた国家だが、これについての言及が全く無い」「渤海は高句麗遊民と靺鞨族が共にたてた国家だというのが歴史常識だ。しかし国史を扱う小学校社会教科書には靺鞨族に対する内容は全くない。渤海は高句麗との連続線上だけで扱われている」「高麗前期に異民族が帰化した数字は23万8000人余りに達する。帰化した漢人は国際情勢に明るく、文芸にたけていて官僚にたくさん進出した。帰化した渤海人は契丹との戦争に参加して大きい功績を立てた。崔茂宣に火薬製造技術を伝えた人物の李元も中国江南出身帰化人だが、これらの存在と文化的影響に対し教科書は沈黙している」。また、6年生1学期の社会教科書の「一つに団結した同胞」の部分「私たちの同胞は最初の国・古朝鮮を建てて、高句麗、百済、新羅に続いて統一新羅へと発展して来た」との記述に対しては、「教科書では、『古朝鮮が立てられる前の私たちの先祖の生活がどのようだったのか調べててみよう』と記し、旧石器、新石器、青銅器時代を説明し、まるで旧石器時代から古朝鮮に至るまで同じ血統の民族がこの地域に暮して来たかのように記述されている」と批判している。6学年1学期社会教科書39ページの「新しい王朝は領土拡張と国防強化に努力した（中略）特に世宗の時は豆満江と鴨緑江流域に入ってきて生きていた女真族を追い出して、この地域に四郡と六鎮を設置して領土を広げた」との記述に対しては、「高麗時代に帰化した女真族は北方情勢を情報提供したり、城を築いたり、軍功をたてて高位官職になった者もいる。李氏朝鮮を建国した李成桂は東北面出身で、この地域の女真族を自身の支持基盤とした。開国功臣だった李之蘭はこの地域出身の女真族指導者として同北方面の女真族と朝鮮の関係を篤実にするのに重要な役割を担当した。李氏朝鮮の時代、同北方面の領域で領土拡張が可能だったことは女真族包容政策に力づけられたことが大きい。しかしこういう女真族との友好的な内容は教科書で探せない」と女真族を朝鮮民族を困らせる報復の対象にだけ描写していると批判している。また、「小学校教科書には民族文化の優秀性を強調するために他民族を貶す記述も多く、特に、日本人は文化的に我々よりも劣等だと一貫して記述されている」と批判している。たとえば、小学校4年生2学期の道徳教科書66～67ページには、記者と外国人がキムチの味について話し合う場面があり、キムチの味を問う記者の質問に外国人は「はい、よく食べます。韓国のキムチはとてもおいしいです。日本のキムチは比較にもならないですね」と記述され、韓国のキムチの優秀性を紹介する為に、日本のキムチを見下すことは、他文化を無視すると同時に他文化に対する偏見を助長しやすいと批判している。また、4年生2学期、道徳教科書89ページには、「韓民族は強靭な所があります。中国歴代王朝、日本など周辺の国々がしつこく侵略を試みましたが、結局はすべて失敗してしまいました。（中略）例えば韓半島に韓民族ではなく日本や他の民族がいたらすぐに亡びたはずです」と、ここでは「日本人が半島に住んでいたら滅んでいた」とまで明記されている。
李鍾旭（朝鮮語: 이종욱、西江大学）は、「韓国の高校歴史教科書をみると、前書き1頁に『民族史』という言葉がなんと7回も登場しました。今日、民族史観の足かせから脱却する時期になりました。光復後の政治状況において、孫晋泰は『武烈王が同民族（百済及び高句麗）を滅ぼすことを唐に要請したのは反民族行為』と主張しました。このような主張は、新羅人の立場からするととんでもない話です。百済の義慈王は洛東江以西を全て占領し、武烈王の娘と婿は百済軍に討ち取られます。北側からは高句麗が攻撃し、新羅の10余りの城を奪取しました。こうした状況において、新羅が『我々の土地を持っていけ』と撤退するでしょうか。その時代、三国相互は同民族だと認識もしていない時代です。歴史はその時代人の立場で眺めなければなりません。朝鮮戦争時、韓国が国連軍の支援を受けたことを『反民族行為』とみなすのと同様の詭弁です。今日、韓国の教育の第一線では、そのような歴史を韓国人が自ら子孫に教えています。朝鮮戦争を経験した韓国人なら、国家が民族より重要だという事実に気づくべきです」と批判している。
趙仁成（朝鮮語: 조인성、慶熙大学）は、1979年の韓国歴史教科書の年表と1982年の韓国歴史教科書の本文および年表が古朝鮮建国を紀元前2333年と叙述したことを「皇国史観による日本の国史教育を想起させる」とし、「非合理的な古代史認識をもつ韓国の国粋主義者は、韓国の学界は植民史観に追従してきたと罵倒してきた。しかし、それはとんでもないことだ。むしろ非合理的な古代史認識をもつ韓国の国粋主義者が植民史観の論理に従ってきた。檀君が紀元前2333年に建国したことは歴史的事実であるという主張は、神武起源を歴史的事実とした皇国史観と変わらない。満洲が朝鮮人の祖先の活動舞台であったという理由で満洲に対する縁故権を強調するのは『日鮮同祖論』と同じ論理だ。朝鮮半島から日本列島に移住した勢力が天皇家を創設し、日本古代文化をつくったという主張は韓国版『日鮮同祖論』『任那日本府』といえる。植民史観の論理による非合理的な古代史認識をもつ韓国の国粋主義者の主張は、市民と学生に植民地主義・帝国主義的な歴史認識をもたせる危険性がある」と批判している。
水野俊平は自著の中で韓国の「情」に言及している。朝鮮半島史は一貫して外敵との戦いの歴史（周辺の強国に侵略や占領され、事大する歴史）であり、「偉大なる民族史」に憧れる心情は「理解できないことでもない」としている。また、韓国大衆の間で、「朝鮮半島史が日帝や親日派により不当に矮小化された」と信じられている為、「植民地史観から歴史を回復（復元）する」という名目で行われる主張が非常に受け入れられやすく、正統派の歴史学者が民族史観に異議を唱えにくい状況になってしまっていると分析している。
古朝鮮の領土について、在野の歴史学界（大学教授でない歴史学者からなる歴史学界）は、「大古朝鮮」を提示しており、古朝鮮の勢力範囲を中国北京の東側と内モンゴルの南側に位置した遼西地域まで広げ、「国土は解放されたが、歴史の解放はまだだ」と主張しており、申采浩、鄭寅普、李址麟、尹乃鉉らが在野の歴史学界の論理を後押ししている。一方、主流の歴史学界（大学教授からなる）は、在野の歴史学界の主張は「偉大な上古史」の幻想を植えつける恐れがあると批判しており、古朝鮮の勢力範囲を「小古朝鮮」としており、学術誌『歴史批評』2016年春・夏号で、ソウル大学校、延世大学校、成均館大学校などの30代から40代の6人の若手朝鮮史研究者が、在野の歴史学界の古代史解釈を批判した論文を寄稿し、「在野の歴史学者の主張は歴史的考証もきちんとなされていない状態で、そこに民族主義という名の下、一部の国会議員や進歩的知識人が呼応している」として、「サイバー歴史学」「歴史ファシズム」「いんちき歴史学」と罵倒している。
李栄薫は、韓国の民族史観を以下のように批判している。 
韓洪九は、韓国の民族史観を以下のように批判している。 
李鮮馥（朝鮮語: 이선복、英語: Yi Seon-bok、ソウル大学）は、民族史観を以下のように批判している。

## 唯物史観
日本統治期の朝鮮人の歴史学者における、民族史学、社会経済史学、実証史学という3つの流れのうち、社会経済史学はマルクス主義史観（唯物史観）による歴史学で、白南雲を中心として発達した。白南雲は、日本の東京商科大学（現一橋大学）に留学してマルクス主義の影響を受け、朝鮮に戻って唯物史観に基づいて朝鮮史を研究し、『朝鮮社会経済史』（1933年）、『朝鮮封建社会経済史 上』（1937年）を著した。
その後、白南雲は朝鮮民主主義人民共和国に移り、マルクス主義歴史学は朝鮮民主主義人民共和国に引き継がれた。

## 実証史学
実証史学は、実証性を重視し、客観的、価値中立的、科学的な歴史研究を唱えた。李丙燾など、日本の歴史学界で専門教育を受けた歴史学者が中心となった。独立後、大韓民国の歴史学界では、マルクス主義歴史学が禁止されたため実証史学が主流となったが、民族史観の立場からは、実証史学は植民史観の亜流だと批判を受けることもある。
安秉直、李栄薫らは、経済史を中心にした実証的な研究に基き、植民地時代に朝鮮の近代化が進められたとする植民地近代化論（식민지 근대화론）を主張している。彼らは、それまで民族史観が唱えていた資本主義萌芽論、内在的発展論、植民地収奪論などは、実証的な裏づけがないと批判している。逆に民族史観側からは、植民地近代化論は植民地支配を正当化するものだとする非難を受けている。
並木真人、松本武祝、尹海東、林志弦らは、植民地時代の近代性の様々な様相に関する植民地近代性論（または植民地近代論ともいう）を研究している。植民地近代化論が経済史を主にしているのに対し、植民地近代性論は社会史を主にしている。植民地時代に朝鮮でも都市文化が生まれ、「支配－抵抗」という民族史観の二分法的図式では捉えきれない、様々な動きがあったとする。

## 大陸史観
大陸史観（たいりくしかん、대륙사관）は、民族史観を拡張したもので、朝鮮史の舞台を朝鮮半島の中だけでなく中国大陸にまで広げる歴史観である。古朝鮮・高句麗・渤海が満洲を拠点としていたことを強調するだけでなく、新羅や百済も中国大陸を領有していた、古代においては中国に対して朝鮮が優越していたという説を主張する。

### 事例
- 2007年大韓民国大統領選挙に立候補した許京寧経済共和党総裁は、「中国諸国と連邦をしてアジア連邦を作り、失われた高句麗領土を取り戻したい」「失われた渤海の旧領と、三国時代にヨーロッパまで伸ばした韓半島の故土を取り戻すのが私の夢だ」としている[83]。
- 韓国放送公社（KBS）の番組「満洲大探査」は、「満洲はもともと韓民族の土地。清朝を樹立したアイシンギオロ氏も、祖先は韓国人」と主張している[84]。
- 大田大学校哲学科の林均澤教授が2002年12月に韓国書鎮出版社から出版した『韓国史』において、唐の時代に、高句麗、新羅、百済が中国の大半を有しており、唐の版図は雲南省や四川省などのわずかな部分に過ぎず、高句麗、百済を滅ぼしたあとの新羅の版図は、現在の東シベリア、モンゴル、華北地域など三北（中国語版）（中国北部全体）、華中地域、西蔵自治区、新疆ウイグル自治区など広大なものとなり、唐は華中地域や華南地域をおさえるにとどまったと主張している[85]。
- 歴史学者オ・ジェソンの著書『隠された歴史を探して』『地図で見る韓国歴史』の本の図表には、高句麗・百済が活動した範囲が、内蒙古・山東省・福建省などに至っている。中国のネチズンは、「唐の新疆統治組織だった安西都護府が、統一新羅のチベット統治機構に伝えられたのはとんでもないこと」と指摘している[86]。
- 林志弦によると、東北工程を厳しく非難している進歩的な国会議員であり、韓国大統領候補にまでなった金元雄は、国会で満洲回復を演説したことがあり、他にも陸軍士官学校の校長室には、満洲を韓国の領土と図示した地図が掲げてあり、それを見た中国の将官が驚愕した[87]。
- 中国の長江流域と黄河流域を新羅、高句麗、百済、高麗、李氏朝鮮が支配していたことを明らかにする研究を続けてきたキム・ジンギョン（朝鮮語: 김진경）国学博士は、2018年の著書『동방의 비밀1-조선천축（東方の秘密1-朝鮮天竺）』において、高句麗、百済、新羅、伽耶などは現在の中国の北京の黄河を越えて長江の南側地域までを領土にしており、建国初期にはすでに現在のインドとの交流が活発だったと主張している[88]。
- 이주한 （ハンガラム歴史文化研究所研究委員）は、「檀君神話は事実ではなく、単なる神話にすぎない」「中国からの遺民の衛満が建国した衛氏朝鮮は韓半島で建てられた最初の国である」「韓半島の鉄器文化は中国から流入した」という歴史観は、「韓半島の古代史が日本植民地時代の朝鮮総督府によって歪曲された」ものであり、「日本は1910年から韓国の古代史を抹殺するために数十万冊の史料を回収・廃棄し、朝鮮史編修会を通じて2万4千ページにのぼる『朝鮮史』を新たに発刊した。『朝鮮史』発刊の目的は、朝鮮の歴史から古朝鮮を消去することであり、日本の歴史より長い朝鮮史を取り除くことだった」として、「古代韓国文化が、中国の黄河流域やシベリア地域から流入されたという先入観を捨てなければならない」と主張しており、古朝鮮の鉄器生産は紀元前13世紀であり、中国の紀元前8世紀よりもはるかに上回り、鉄器は、中国から輸入されたものではなく、古朝鮮の領土である満洲と韓半島地域の東夷族の発達した鉄器文明を中国が輸入したものであり、さらに「古朝鮮の周辺国に過ぎなかった戦国時代の燕の衛満が1000人を率いて古朝鮮に入国し、朝鮮の歴史において初めての強力な国家を作った」という歴史観も、古代朝鮮史の主体を中国人にするために操作されたものであり、朝鮮総督府の『皇国史観』によるものと主張している[89]。

## 韓国起源説史観
韓国起源説史観（かんこくきげんんせつしかん）は、民族史観を拡張したもので、中国史や日本史の著名人物を朝鮮人と認定することで、韓国人の民族主義や自尊心を満足させようとするものである。

### 事例
- 『大朝鮮帝国史』の作家金珊瑚は画集『韓国105代天皇尊影集』で、満洲は元々韓民族の領土であり、「愛新覚羅」は「新羅を愛し、新羅を思え」という意味だから、新羅からの亡命者の子孫と主張[90]。また、「金」の完顔阿骨打を金阿骨打（キム・アグタ）という名で韓民族と主張。桓因、桓雄、檀君朝鮮、北扶餘、卒本扶餘、高句麗、百済、新羅、倭（日本）、渤海（大震国）、後百済、高麗、遼、金、李氏朝鮮、清、大韓帝国はつながっていて、1万年の我々の歴史と主張している[90]。
- 金ウンフェ（東洋大学（朝鮮語版））は、著書『大ジュシンを探して』において、「満洲族が建てた金と清の歴史書が、自分たちの始祖を新羅出身の金函普だと明かしていることに注目」しており、金と清の姓の「愛新覚羅」は、「新羅を愛し、記憶する」という意味だと主張している[91]。
- キム・ドゥギュ（又石大学（朝鮮語版））は、「韓民族とも血縁関係がある金の時代のこと。金の始祖函普が高麗出身だということは『金史』が明らかにしている」と述べている[92][93]。
- 高句麗研究会（朝鮮語版）（理事長・徐吉洙（朝鮮語版）、朝鮮語: 서길수、西京大学）は、学術セミナーにおいて「女真族の金と満洲族の清を広い意味で韓国史の一部に編入し、中国の悪意的な歴史歪曲に積極的に対処しなければならない」と主張している。キム・ウィヒョン（明知大学）は、「『宋史』には金の太祖阿骨打の8代祖が統一新羅王族出身の金函普という記録がある」「統一新羅と渤海を南北国と記述するように金・高麗時代を南北朝に分類することができる」と述べている[94]。
- 韓国メディア『ファイナンス・トゥデイ』は、「清はどういう国か! 高句麗と渤海を継承し、聖山とした白頭山を中心に活動した女真族は『金史』に記録された通り高麗からの移住者である金函普の後裔阿骨打が開国した金の継承国だ。清以前の明も開国始祖はまさに『大明一統志』において、『朕の先祖は朝鮮人だ。先祖の墓は朝鮮にある』と話した朝鮮の朱元璋だ。結果的に今の広大な領土を所有した中国を存在させた人物は朝鮮の後裔だ」と報じている[95]。
- 韓国放送公社（KBS）は、「中原で最初で漢族を押し出した阿骨打、彼の祖先は驚くべきことに新羅人である函普だった。これは伝説や外史に出るのではなく正史である『金史』と金建国時に宋人が書いた『松漠紀聞』に明確に出ている」「高麗から来た身分である新羅人の阿骨打」の生年から計算すれば函普が満洲に行った時期は、統一新羅、高麗時代であり、「彼の姓が金であり新羅の後裔であることは確実」「新羅後裔である王族と渤海子孫の王妃族が建てた国、金」「金滅亡後、1606年、女真は再び中原を掌握した。まさに中国の最後の王朝清であるが、清の皇帝姓は愛新覚羅であり、愛新とは、金という意味であり、かつて女真族が興した王朝名であり、そして後にヌルハチが興した王朝からとった族名である」「新羅王族の人種金氏は、彼の子孫である金皇帝、清皇帝まで、彼らの姓はすべて金氏だった」「満洲の歴史は中国の歴史ではない」「古朝鮮、夫余、高句麗、渤海、金、清につながる満洲の歴史は我が民族と深い連関性を持っている」「漢族の領土である中原を満洲と合併して、今日の中国を完成した女真族、それらの先祖が新羅人であるという事実」というドキュメンタリーを報道した[96]。
- 在日本朝鮮人科学技術協会が1977年に刊行した『朝鮮學術通報』14～15巻の21ページには、「『金史』世紀によれば、完顔部女真の始祖は、その弟保活里とともに移住してきた高麗人函普」と記述している。
- 李基白（朝鮮語: 이기백、西江大学）は、「金を建国した阿骨打は、新羅末期から高麗初期の黄海地方で生活していて、その後満洲に移住した金氏の末裔という記録があります。『金史』世紀には、阿骨打の7代祖先の函普が金の始祖となっており、『満洲源流考』には、函普は新羅後裔の金氏なので国号を金にした記録されています。だからといって金や清を、朝鮮民族史に接続させることは無理だと思います」と述べている[97]。
- 李道学は、清以前の女真の歴史は中国の歴史ではなく、朝鮮の歴史であると主張しており、「満洲で生成、成長、消滅した民族のなかで、夫余、高句麗、渤海は朝鮮の歴史に編入されたが、満洲で活動していた女真族の歴史は、曖昧な状況になった」「（女真族が立てた）後金が山海関を南下して中原を制覇して以後は、中国の歴史であることは明らかである」が、それ以前の女真は「中国の歴史であるはずがない」として、その根拠として、『高麗史』『異域志（中国語版）』『神麓記』『満洲源流考』などの中国史料が金の始祖を「新羅人」或いは「高麗人」と記述していることを挙げており、「民族主義の歴史家である朴殷植は、女真の歴史は朝鮮の歴史と認識しており、解放後に出版された孫晋泰（朝鮮語版）も著書で、粛慎以来女真の金まで朝鮮の歴史に編入している」として、さらに「後金の歴史も朝鮮の歴史に編入する作業が有効である」と主張している[98]。
- 孫晋泰（朝鮮語版）は、渤海史はもちろん、金も朝鮮の歴史であると主張していた。李鍾旭（朝鮮語: 이종욱、西江大学）は、「高麗時代になって女真族が金を建国します。女真族は朝鮮人とほぼ断絶して暮らしてきた民族です。それでも孫晋泰（朝鮮語版）が渤海や金を強調したのは時代的な側面があると思われます。朝鮮は大日本帝国から独立したものの、あまりにもみすぼらしかったことから、ナショナル・アイデンティティを鼓吹し、国民を団結させるためには、朝鮮の歴史をより強化する必要があると感じたのでしょう。しかし、実際は高句麗滅亡後、鴨緑江以北の地域は朝鮮の歴史とは関係がありません」「孫晋泰（朝鮮語版）が全国の歴史教師たちに講演したとき、渤海史はもちろん、金の歴史も教えるべきだと主張した。孫晋泰（朝鮮語版）は朝鮮戦争のときに拉致されたため、著書『朝鮮民族史概論』は統一新羅までの歴史しか書けませんでした。その後、続けて書いていたなら、おそらく金も朝鮮の歴史の附録に入れたと思います」と分析している[99]。
- 東北アジア歴史財団のキム・インヒ委員は、『金史』には、「函普は高麗から来たが、女真の地に到着したときおよそ60歳ほどで、部族間の対立を解決した」という記録がみえ、『高麗史』には、「平州（現在の黄海北道平山郡）に住んでいた今俊または金克守という人物が女真の地へ逃亡し、金の始祖になった」とみえ、『松漠紀聞』『神麓記』には、函普の出身地を「新羅」とし、阿骨打が「われらの始祖が高麗から来たことを忘れるな」ということを遺訓として残した、と主張しており、「日本の学者は函普を架空の人物とみなしたが、韓国は函普が実在した新羅人あるいは高麗から来たという説を支持している。中国では函普の実在性や出自について様々な見解が提出されたが、全般的に『高麗出身の女真人』と考えている」『高麗史』『金史』『松漠紀聞』『神麓記』を検討し、「函普に説話は口伝で伝えられてきたが、その後、文字として定着し、情報提供者も違っている。…編纂者によって多少の差はあるが、金の始祖が韓半島を出発して女真完顔部に行って、女真社会に定着したという点は類似している」「『函普』は女真人ではなく新羅人の名前。…国文学者の梁柱東の研究によると、『プ』は新羅で普遍的に使われていた人称接尾辞で、『居夫』や『異斯夫』などの『夫』とも通じ、現代韓国語の『パボ（ばか者）』『ヌリムボ（怠け者）』などの『ボ』に継承されている。…函普のもともとの国籍が新羅あるいは高麗と食い違っているのは、彼が女真の地へ移住した920年から930年ごろは新羅と高麗がまだ共存している時期だったからで、彼の出身地である平州は当時高麗の征服地だったことから、函普は『新羅系高麗人』である」と主張している[100][101]。
- 韓国メディアでは、中国人が高句麗を中国の歴史であると主張するなら、韓国人は「金及び清を朝鮮の歴史の附録或いは外史として扱う」という対抗論理も可能であるという主張もある[67]。これに対して李鍾旭（朝鮮語: 이종욱、西江大学）は、「現代の韓国及び韓国人をつくった歴史が重要だという観点では、渤海と金は韓国人と血縁関係にないので、朝鮮の歴史の正史に入れることはできないと思います」「朝鮮の歴史の正統性は、古朝鮮、三国時代、統一新羅、高麗王朝、李氏朝鮮です。高麗王朝は、統一新羅の領土と人民をそのまま継承し、その支配体制をそのまま受け入れた。渤海は高麗王朝の建国に貢献していません。高句麗-渤海を朝鮮の歴史の正統性とみる歴史観は、目下の政治状況を合理化するための政治行為です」「20世紀に入って大日本帝国の侵略に抵抗する過程で、朝鮮人は高句麗を特別とみる歴史観をつくりあげました。活発な征服活動と広大な領土を掌握し、隋及び唐などの大帝国と堂々と戦った高句麗を朝鮮人は誇りと栄光の対象としたのです。しかし、韓国の経済規模が世界11位を占める今日に至り、民族史観を過度に強調するなら、むしろ世界の警戒対象となる恐れもあります」と批判している[67]。

## 韓国における「正しい歴史」
峯岸博は、日韓請求権並びに経済協力協定では「両締約国は、両締約国及びその国民の財産、権利及び両締約国及びその国民の間の請求権に関する問題が、1951年9月8日にサンフランシスコ市で署名された日本国との平和条約第四条（a）に規定されたものを含めて、完全かつ最終的に解決されたことを確認する」、「個人間の請求権ははない」としており、日本政府はそこで、問題が最終的に解決されたと考えており、さらに、2015年の日韓の慰安婦合意は、「最終的、かつ不可逆的に合意する」として決着し、日本側が何回も「不可逆的に」を繰り返し、韓国側もそれに同意したことから、その代わりに日本は10億円を拠出し、元慰安婦の基金とするとの話で合意したが、文在寅政権が反故にしたことについて、韓国では法律や憲法の上に「国民情緒法」があり、目に見えない情緒が制度や規則を超越して物事を決め、行政や司法は世論の動きに流されやすい、と指摘しており、「中国が外交カードとして歴史問題を戦略的に活用するのに対し、韓国はより感情的、直接的だ。日本は法や理論を重視する。『恨』を抱えて国民感情をむき出しにする韓国が、2018年秋から正面衝突したのは、歴史の必然」と述べており、これに対して中兼和津次は、「これは非常にうまい纏め方だと思う。結局、中国は『政府=党』が、韓国は『国民感情』が、日本は『事実』が歴史を決めているという違いがあるのではないか、というのが私のとらえ方」「韓国では『正しい歴史』とは、『正義にかなった』あるいは『情に則した』歴史のことを指しているようだ。正義は時代とともに変わり、同様に歴史も変わってくる。日本では、歴史は『実際に起こったこと』」として、「文政権の考え方は、日本の植民地自体が『不正義』であり、だとすれば、『植民地時代に個人が持っていた請求権は消滅しない』というロジック。『正義』はいったん決めた法律や、条約を超越する。法律は一番高位にあるべきものと思うが、その上に『正義』がある。法の不遡及性を否定し、過去を現在の基準で評価している。韓国側の見方としては、自分たちは被害者であり、加害者である日本に対し、『道徳的』優位に立つ、よって『いくらでも請求していい』と思っているのではないだろうか」「インド人はイギリスの、もしくは、インドネシア人はオランダの植民地支配に対し、『不正義だ』と抗議しているのだろうか? 賠償や、請求権についてまだ生きているのだろうか」と批判している。

## 韓国「独立戦争」史観
韓国では日本軍と独立戦争を戦い、日本軍に勝利し、自らの手で独立を勝ち取り、植民地解放を成し遂げたという主張がある。
李栄薫は、韓国の歴史教科書や研究書では、1920年代から満洲・中国で独立戦争が繰り広げられ、1944年に大韓民国臨時政府のある上海で光復軍（大韓民国臨時政府の軍事部門）として統合再編され、連合軍と合同して朝鮮への進撃を準備したところ、アメリカが原子爆弾を投下し、機会を逸したと惜しむ叙述で書かれており、例えば韓国の国定教科書（1985年版）には、「連合軍が日本に原爆を投下し、一九四五年八月一五日に日本が無条件降伏を行ったことから、光復軍は同年の九月に国内への進入を実行しようとの計画を実現できないまま光復の日を迎えてしまった」とあるが、実際は、満洲・中国で日本軍と独自の戦闘を行ったのは、三・一運動後の1920年の1年限りであり、「すべてが過大評価であり、実態とはかけ離れた叙述」として以下の理由を挙げており、「我が民族が、アジアと太平洋のヘゲモニーをめぐって日本とアメリカが行った戦争のお陰で、アメリカによって解放されたというのは紛れもない事実」「我が民族は、アメリカが日本帝国主義を強制的に解体したはずみで解放されたのです。自分の力で解放されたのではありません。今日、韓国の若者たちは、こうしたことを言うと苦々しく思うかもしれませんが、この点を冷静に正面から見つめなければなりません」と述べている。主な要点を列記すると下記の通りとなる。
1. 三・一運動後、金佐鎮将軍の北路軍政署と洪範図将軍の西路軍政署は合流して、鳳梧洞戦闘と青山里戦闘において戦果を挙げたが、その後日本軍の追撃を受け、沿海州のアレキセーフスクに退却したが、独立軍のヘゲモニーをめぐって内紛が勃発、ソ連軍が独立軍の武装解除を強要し、数百名が射殺される自由市惨変が発生、それ以後、ゲリラ・陣地戦関係なく、独自の戦線を形成することはなかった。
2. 1930年代に中国共産党統制下の東北抗日聯軍と八路軍所属の朝鮮人の闘争が展開されるが、あくまで日本と中国の戦争の一環であり、例えば、金日成より上位の連隊長だった東北抗日聯軍の楊靖宇将軍は、瀋陽の歴史博物館に楊靖宇の抗日闘争の絵画が展示してあるが、そこに朝鮮出身という文字はない。
3. アメリカ・ソ連・中国など連合国のいかなる政府も大韓民国臨時政府を承認せず、独自の軍事活動を認めず、大韓民国臨時政府の信任は国際的承認を受けるほど高くなく、独立運動は理念・路線をめぐってやたらと分裂していた。
4. 大韓民国臨時政府を支援した中国国民党は、将来日本から解放される朝鮮における自らの損得勘定を行い、1941年に「韓国光復軍行動準備」を大韓民国臨時政府に強いて、光復軍を中国軍の参謀総長統制下に置き、これに関して大韓民国臨時政府の趙素昻外相は、駐華アメリカ大使に「中国が日本の降伏後に、再び韓国を中国の宗主権の下におこうとしているためかもしれない」という説明を行い、これらの立場は中国共産党もソ連も同じであり、将来日本から解放される朝鮮に、利害関係を持つ強国間の緊張関係が早期に形成され、解放前後にこれらの緊張関係に基づく国際秩序に率先的に参加或いは発言権を確保した朝鮮人政治勢力は存在せず、朝鮮はあくまでも日本の付属領であった。

松本厚治（在大韓民国日本国大使館参事官）は、韓国「独立戦争」史観は史実ではないと指摘している。
中兼和津次は、韓国の歴史教科書は「日帝の侵略を糾弾し、条約の廃棄を求める運動が燎原の火のように広がり‥民衆の憤怒と抵抗を結集し、…民族の生存権を死守しようとする救国闘争が力強く展開されていった」「日帝は世界史で類例を見いだせないほど徹底した悪辣な方法で、わが民族を抑圧、収奪した」などと記述しているが、アメリカの研究者は「（韓国は）日本にはほとんど抵抗せず、戦争に協力した人が多数いたという事実は、日本植民地支配に対して全民族的抵抗を行ってきたという神話から、逸脱するものであり、今でも、特に韓国ではこうした歴史の現実を直視しようとする人はほとんどいない（マーク・ピーティー）」、「かつて欧米の植民地だった国で、当時の朝鮮なみの水準に達した国は今なお存在しないのではないか（プリンストン大学教授のコーリ）」と指摘しており、「日本の植民地時代、韓国経済が発展したというのは、ある程度事実。また、三・一事件をのぞくと、韓国人が組織的に日本当局に抵抗したということはなかったということも事実。だから『燎原の火』のように闘争が広がったというのは、どうも違うのではないか」「今書店にならんでいる『反日種族主義』には、『韓国の歴史教科書は全くでたらめ、歴史的事実を無視している』と書いている。よってピーティが『韓国では、歴史の現実を直視しようとする人はほとんどいない』と言っているように、歴史を直視しようとしない人がいるという点については、これを忘れてはならない」と述べており、松本厚治（在大韓民国日本国大使館参事官）が「世界の各地で起きた激烈な民族闘争とは、この国（韓国）は終始無縁だった。『無慈悲な弾圧』『激烈な抵抗』を語る既述の背後に透けて見えるのは、韓国近代の、深部における日本との癒着である。史観を支える史実が貧弱なために、レトリックに頼るしかないのである」と指摘していることを、「要するに、韓国で教える歴史とは、『こうあって欲しい、欲しかった』というある種の期待を込めたストーリーではないのか。これも松本氏の本からの抜粋だが、『教科書問題を解決するには歴史の科学性に傾斜しすぎてはならず、事実にこだわる頑なな態度を捨てなければならない』（尹世哲ソウル大教授）ということまで言っている。日本の歴史家に言わせれば、『よく言うよ』ということになるだろう。韓国精神文化研究院の朴教授は、『愛国心を呼び起こすことのできる歴史だけが本当の歴史なのである』。私にはこのような主張は、とても理解できない」と述べている。

## 日本観
歴代朝鮮王朝は日清戦争まで中国の冊封体制下におかれ、「中華文化こそ正しい文化、朝鮮独自の文化は卑しい文化｣と考える事大主義と「中国に地理的・文化的に近い朝鮮が優越で、遠い日本は劣等」という小中華思想の時代が長く続いた。また、このような小中華思想に儒教思想が加わることによって｢優越な長男の中国と次男の韓国（朝鮮）、劣等な三男の日本｣、「優越な母の韓国と劣等な捨て子の日本」という認識が発生し、さらには、民族主義が重なり｢先進的で文化的で優秀な朝鮮が、未開で野蛮で劣等な日本に、先進的な文明を授けてあげた｣「日本は韓国の優れた文化を受け入れるだけの文化劣等国」「（日本は）有史以来一枚見下げるべき文化的劣等者」｢全ての日本文化は朝鮮に源流がある｣｢百済人が日本を建国した｣という歴史観が広く浸透している。
また、「古代に韓民族の中の質の悪い犯罪者を「おぼれ死ね」と丸太に縛って海に流して島にたどり着いたのが国際的なならず者の低質日本民族の正体だ」「『日本猿』と『チョッパリ』、どちらが日本人の呼び名に相応しいか？」などと侮蔑的な対日論評を頻繁に行っている。このように、韓国社会全般では「韓国人の優秀性」と「日本の劣等性・未開性・野蛮性」を扇動する傾向が強く醸成されている。
古代史研究家のチェ・ジェソク高麗大学校名誉教授は、朝鮮半島に「高句麗」「百済」「新羅」が鼎立した三国時代に「百済が日本を植民地支配していた」と主張している。室谷克実は、韓国は古代史をナショナリズムの扇動や政治家の保身に利用しているため、「東アジアを支配し、日本に文化を教えたのは我々だ」と扇動することにより、国民の溜飲を下げ、不都合なことから目を逸らせていると指摘している。
1993年8月31日の北朝鮮の日刊政府機関紙である『民主朝鮮』には以下のことが書かれている。